# 1ª Divisão 1997-1998 (hockey su pista)
La 1ª Divisão 1997-1998 è stata la 58ª edizione del torneo di primo livello del campionato portoghese di hockey su pista. La competizione è iniziata il 18 ottobre 1997 e si è conclusa il 13 giugno 1998. Il torneo è stato vinto dal Benfica per la ventesima volta nella sua storia.

## Stagione

### Formula
La 1ª Divisão 1997-1998 vide ai nastri di partenza dodici club; la manifestazione fu organizzata con un girone all'italiana, con gare di andata e ritorno per un totale di 22 giornate: erano assegnati tre punti per l'incontro vinto e due punti a testa per l'incontro pareggiato, mentre ne era attribuito uno solo per la sconfitta. Al termine della stagione regolare le prime sei squadre classificate disputarono la poule per il titolo con la medesima formula della prima fase; la vincitrice venne proclamata campione del Portogallo. Le squadre classificate dal settimo al dodicesimo posto disputarono invece la poule salvezza dove le ultime tre classificate retrocedettero direttamente in 2ª Divisão, il secondo livello del campionato.

## Classifica stagione regolare
|  | Pos. | Squadra             | Pt | G  | V  | N | P  | GF  | GS  | DR  |
|  | ---- | ------------------- | -- | -- | -- | - | -- | --- | --- | --- |
|  | 1.   | Porto               | 61 | 22 | 18 | 3 | 1  | 128 | 60  | +68 |
|  | 2.   | Benfica             | 58 | 22 | 17 | 2 | 3  | 114 | 51  | +63 |
|  | 3.   | Barcelos            | 54 | 22 | 15 | 2 | 5  | 104 | 69  | +35 |
|  | 4.   | Paço de Arcos       | 46 | 22 | 10 | 4 | 8  | 85  | 75  | +10 |
|  | 5.   | Vitória Barcelinhos | 45 | 22 | 9  | 5 | 8  | 77  | 75  | +2  |
|  | 6.   | Alenquer Benfica    | 44 | 22 | 10 | 2 | 10 | 81  | 80  | +1  |
|  | 7.   | Sporting Tomar      | 43 | 22 | 8  | 5 | 9  | 73  | 82  | -9  |
|  | 8.   | Oliveirense         | 40 | 22 | 8  | 2 | 12 | 70  | 75  | -5  |
|  | 9.   | Gulpilhares         | 40 | 22 | 8  | 2 | 12 | 75  | 82  | -7  |
|  | 10.  | Seixal              | 36 | 22 | 6  | 2 | 14 | 56  | 101 | -45 |
|  | 11.  | Valongo             | 33 | 22 | 3  | 5 | 14 | 66  | 110 | -44 |
|  | 12.  | Sesimbra            | 28 | 22 | 2  | 2 | 18 | 59  | 128 | -69 |

Legenda:
  Partecipa alla poule titolo.
  Partecipa alla poule retrocessione.
Note:
Tre punti a vittoria, due a pareggio, uno a sconfitta.

## Fase finale

### Classifica poule titolo
|  | Pos. | Squadra             | Pt | G  | V | N | P | GF | GS | DR  |
|  | ---- | ------------------- | -- | -- | - | - | - | -- | -- | --- |
|  | 1.   | Benfica             | 56 | 10 | 8 | 1 | 1 | 41 | 22 | +19 |
|  | 2.   | Porto               | 54 | 10 | 6 | 1 | 3 | 40 | 31 | +9  |
|  | 3.   | Paço de Arcos       | 48 | 10 | 7 | 1 | 2 | 45 | 32 | +13 |
|  | 4.   | Barcelos            | 45 | 10 | 4 | 0 | 6 | 38 | 43 | -5  |
|  | 5.   | Vitória Barcelinhos | 37 | 10 | 1 | 2 | 7 | 23 | 35 | -12 |
|  | 6.   | Alenquer Benfica    | 35 | 10 | 1 | 1 | 8 | 25 | 49 | -24 |

Legenda:
  Vincitore della Coppa del Portogallo 1997-1998.
      Campione del Portogallo  e ammessa alla CERH Champions League 1998-1999.
      Eventuali altre squadre ammesse alla CERH Champions League 1998-1999.
      Ammessa in Coppa CERS 1998-1999.
Note:
Tre punti a vittoria, due a pareggio, uno a sconfitta.
Vengono conservati metà dei punti della stagione regolare arrotondati per eccesso.

### Classifica poule salvezza
|  | Pos. | Squadra        | Pt | G  | V | N | P | GF | GS | DR  |
|  | ---- | -------------- | -- | -- | - | - | - | -- | -- | --- |
|  | 1.   | Oliveirense    | 45 | 10 | 7 | 1 | 2 | 51 | 24 | +27 |
|  | 2.   | Gulpilhares    | 44 | 10 | 7 | 0 | 3 | 48 | 37 | +11 |
|  | 3.   | Sporting Tomar | 42 | 10 | 5 | 0 | 5 | 50 | 39 | +11 |
|  | 4.   | Valongo        | 38 | 10 | 5 | 1 | 4 | 41 | 31 | +10 |
|  | 5.   | Seixal         | 36 | 10 | 4 | 0 | 6 | 24 | 38 | -14 |
|  | 6.   | Sesimbra       | 26 | 10 | 1 | 0 | 9 | 17 | 62 | -45 |

Legenda:
      Retrocesse in 2ª Divisão 1998-1999.
Note:
Tre punti a vittoria, due a pareggio, uno a sconfitta.
Vengono conservati metà dei punti della stagione regolare arrotondati per eccesso.